# Marco Zanichelli
Marco Zanichelli (Reggio Emilia, 24 maggio 1947) è un dirigente pubblico e privato italiano, ex-presidente di Trenitalia.

## Biografia
Nel 1975 è assunto presso la Dalmine dove nel 1983 diventa direttore affari generali. Nel 1989 è direttore relazioni esterne della compagnia aerea Alitalia. Negli anni seguenti assumerà sempre maggior peso all'interno dell'azienda, direttore centrale nel 1992, segretario generale nel 2001, presidente Alitalia Airport nel 2002, direttore generale nel 2003, amministratore delegato nel 2004.
La crisi Alitalia travolge la sua breve esperienza da numero uno della compagnia aerea. Nominato amministratore delegato il 24 febbraio 2004, si dimette insieme al presidente Giuseppe Bonomi il 7 maggio 2004. Verrà sostituito da Giancarlo Cimoli. Usciranno dai vertici della compagnia poco dopo anche i due vicedirettori generali Glen Hauenstein e Luca Egidi.
Nell'ottobre 2004 è assunto dal Gruppo Finmeccanica guidato da Pier Francesco Guarguaglini. Da giugno 2009 a novembre 2015 ha ricoperto la carica di presidente di Trenitalia.